# Église San Nicolò Regale
L’église San Nicolò Regale (en italien, Chiesa di San Nicolò Regale) est une église de style arabo-normand, située à Mazara del Vallo, qui se dresse sur la rive gauche du Màzaro.
Construite dans la première moitié du XIIe siècle, l'église San Nicolò Regale révèle des caractéristiques architecturales semblables à l’église San Cataldo de Palerme et la Santissima Trinità di Delia de Castelvetrano : elle prend la forme d’un plan carré avec trois absides et un dôme posé sur un tambour large et bas de forme cubique qui la surmonte. À l’intérieur, se trouve un petit autel, quatre colonnes centrales et des colonnes incorporées dans les coins des trois absides et un étage avec un dessin en couleurs d’inspiration islamique.
L’église de San Nicolò Regale a subi, entre les XVIIe et XVIIIe siècles, une transformation radicale pour s’adapter aux nouvelles normes du baroque, pour devenir octogonale avec un toit en pente. Une tentative a été effectuée, en 1947, pour lui rendre sa forme originale à ce monument, mais ce n’est que dans les années 1980 que ce joyau du style arabo-normand a retrouvé sa forme médiévale originelle.
Le sous-sol revêt un intérêt particulier en raison des traces de mosaïques de la fin de l’âge impérial romain qui y ont été découvertes en 1933.